# داستان دو برادر

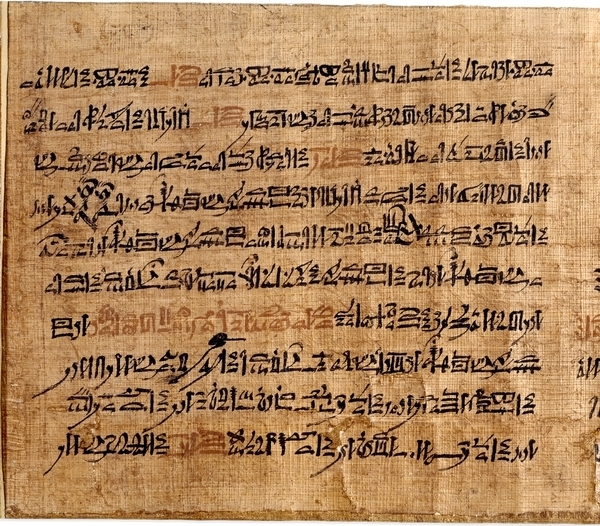
تصویری از پاپیروس داستان

«داستان دو برادر» قصه‌ای مصری است که در دوره ستی دوم (حکومت ۱۲۰۳ – ۱۱۹۷ قبل از میلاد)، فرعونی از سلسله نوزدهم پادشاهی نوین مصر، نوشته شده‌است. این داستان بر روی پاپیروس دوبرینی که در حال حاضر در موزه بریتانیا نگه‌داری می‌شود، پیدا شده‌است.
داستان دربارهٔ زندگی و رقابت دو برادر به نام‌های بتا و آنوبیس است که در کنار یکدیگر کار می‌کنند. روزی همسر آنوبیس تلاش می‌کند با بتا همبستر شود اما بتا درخواستش را رد می‌کند. در نتیجه، همسر آنوبیس نزد شوهرش گله می‌کند که بتا قصد اغوای او را داشته و زمانی که درخواستش رد شده، او را کتک زده‌است. آنوبیس با آگاهی از این مسئله تلاش می‌کند بتا را بکشد اما وی فرار می‌کند. بتا نزد رع دعا می‌کند که او را نجات دهد و رع، تمساح‌ها را می‌آفریند و دریاچه میان دو برادر را از آن پر می‌کند. بتا برای تأکید بر بی‌گناهی خود، آلت جنسی‌اش را می‌برد و در دریا می‌اندازد. او اعلام می‌کند که قصد رفتن به وادی سروها را دارد و قلبش را بالای یک درخت می‌گذارد و اگر آنوبیس درخت را قطع کرد، بتا دوباره زنده می‌شود. آنوبیس با اطلاع از این ماجرا، همسر خودش را می‌کشد. بعد از مجموعه‌ای از اتفاقات، آنوبیس بعد از چهار سال قلب بتا را پیدا می‌کند و او در قالب گاوی نر به زندگی بازمی‌گردد. او نزد فرعون می‌رود زیرا همسرش با او ازدواج کرده‌است. همسر بتا که متوجه حضورش شده، از فرعون می‌خواهد که گاو را قربانی کند و چنین می‌شود اما دو قطره از خونش بر زمین می‌ریزد و دو آووکادو از آن سبز می‌شود. همسر او دوباره از فرعون تقاضا می‌کند که درخت را قطع کند اما تراشه‌ای از درخت وارد دهان زن می‌شود و او را حامله می‌کند. پسر به دنیا آمده همان بتاست و فرعون او را ولیعهد می‌کند. وقتی بتا به پادشاهی می‌رسد، برادرش آنوبیس را ولیعهد خودش می‌کند و قصه به شادی به پایان می‌رسد.
بخش رابطه تلاش همسر آنوبیس برای همخوابگی با بتا به قسمتی از داستان یوسف شباهت دارد که همسر پوتیفار تلاش می‌کند با او رابطه جنسی داشته باشد اما وی رد می‌کند؛ در نتیجه آن زن یوسف را به تلاش برای تجاوز به خودش متهم می‌کند و به نظر می‌رسد قصه یوسف بازتابی متاخر از داستان دو برادر باشد.